# Roelf Korvemaker
Roelf Korvemaker (Wedde, 9 december 1892 - Liebenau, 21 maart 1945) was een Nederlandse chauffeur, kartonarbeider en verzetsstrijder.

## Biografie
Korvemaker woonde te Nieuwe Pekela. Hij was een zoon van de arbeider Jan Kovemaker en de naaister Anna Ottjes. Hij was gehuwd met Alka Molema, dochter van de landbouwer Willem Molema en Lammegien Pathuis uit Nieuwe Pekela. Hij was christelijk-gereformeerd.
Korvemaker verschafte in de Tweede Wereldoorlog onderdak aan onderduikers, verspreidde Illegale literatuur en gaf financiële ondersteuning aan het verzet. Een al te loslippige evacué tegenover NSB'ers in zijn woonplaats was er de oorzaak van dat hij op 28 november 1944 werd gearresteerd. Hij werd achtereenvolgens gevangengezet in het Scholtenhuis te Groningen, Hannover en kamp Kniggenbrink bij Egestorf. Hoewel hij een vluchtpoging ondernam, werd hij opnieuw gearresteerd en gevangengezet.
Op 16 maart 1945 werd hij bij Hannover door de Duitsers zodanig gemarteld dat hij enkele dagen later te Lahde, (Landkreis Minden) aan zijn verwondingen bezweek.
Korvemaker is begraven op het Ostarbeiterfriedhof te Bierde, kreis Minden.